# Batalló Britànic
El Batalló Britànic (també conegut per Batalló Saklatava en honor de Shapurji Saklatvala, cofundador del Partit Comunista de la Gran Bretanya i membre de la Cambra dels Comuns o també Batalló Clement Attlee) va ser una unitat militar formada per voluntaris britànics que va participar en la Guerra Civil espanyola en suport de la Segona República en el marc de la XV Brigada Internacional.

## Historial militar

### Primers voluntaris britànics
Els primers voluntaris britànics, inclosos Tom Wintringham i Nat Cohen, arribaren a Espanya entre agost i setembre del 1936 i formaren la Centúria Tom Mann -una companyia integrada a la Columna Thälmann. El Batalló Thälmann formaria part més tard de la XII Brigada Internacional i lluitaria en la batalla de Madrid, destacant en la defensa de la Ciutat Universitària.
Un altre grup de voluntaris britànics -entre ells Jock Cunningham i John Cornford- lluitaria amb el francòfon Batalló Commune de Paris de la XI Brigada Internacional. En el front de Madrid, participaria també en la defensa de la Ciutat Universitària i de la Casa de Campo.
El desembre del 1936, 145 britànics formaren la 1a Companyia del francòfon Batalló la Marsellesa, de la XIV Brigada Internacional. Lluitarien al front de Còrdova el desembre i al front de Madrid el gener del 1937. Els durs combats del 15 de gener a Las Rozas de Madrid reduïren els efectius de la unitat a 67 homes.

### Formació del Batalló
El gener del 1937, els supervivents de la 1a Companyia i 450 nous voluntaris britànics, irlandesos, i dels països anglòfons s'agruparen a Madrigueras, prop d'Albacete, on hi tenien el quarters les Brigades Internacionals. Formaren un batalló anglòfon, amb tres companyies d'infanteria (la 1ª, 3a i 4a) i una companyia de metralladores (la 2a).
El batalló fou el 16è Batalló de les Brigades Internacionals. Formalment fou anomenat Batalló Shapurji Saklatvala, en homenatge al fundador del Partit Comunista de la Gran Bretanya i membre del Parlament britànic per Battersea. Tanmateix, el nom que es feu més popular fou el de "Batalló Britànic".
El batalló fou adscrit a la XV Brigada Internacional. Altres batallons amb presència de voluntaris britànics foren el nord-americà Batalló Abraham Lincoln, el balcànic Batalló Dimitrov, i el franco-belga Batalló Sis de febrer.

### El Jarama, 1937

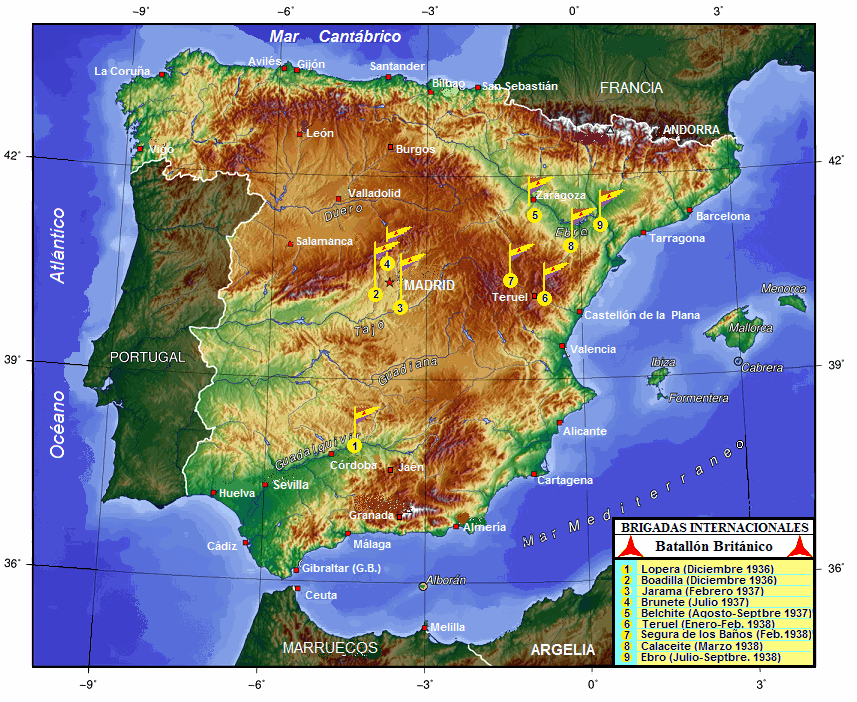
Llocs on va combatre el Batalló Britànic de les Brigades Internacionals

El primer gran enfrontament del Batalló va tenir lloc el mes de febrer del 1937 durant la batalla del Jarama, sota les ordres del comandant Tom Wintringham i on quatre-cents cinquanta dels sis-cents integrants de la unitat van morir o van ser ferits de gravetat.
En un sol dia de combat, el 12 de febrer, en els enfrontaments contra les tropes de moros de l'Exèrcit d'Africa de Franco, el Batalló Britànic tingué 275 baixes a la 1a, 3a i 4a companyies en els successius atacs i el sosteniment de la posició anomenada Suicide Hill, en els quals els britànics patiren de forma destacada la mancança de material i municions adequades per a les seves metralladores.
El segon dia de combat, la companyia de metralladores va ser envoltada pels franquistes i molts dels seus membres foren capturats degut a l'esfondrament del Batalló Six de Février que combatia a la seva dreta. El comandant del Batalló, Tom Wintringham, fou ferit i Jock Cunningham prengué el comandament dels 150 supervivents. El Batalló romangué a les trinxeres del Jarama fins al 17 de juny del 1937.

### Brunete, 1937
El juliol del 1937, Vicente Rojo, general republicà, va ordenar el desplaçament d'unitats, entre elles el Batalló Britànic, cap a Brunete, per tal d'intervenir en aquesta zona i alleujar així el pes sobre la capital d'Espanya que es trobava assetjada.
Reforçat amb noves incorporacions i el retorn de diversos ferits dels hospitals, el Batalló participà amb 331 brigadistes a la batalla de Brunete. El 6 de juliol, la XV Brigada Internacional ocupà els pobles de Romanillos i Boadilla del Monte i, de matinada, el de Villanueva de la Cañada. L'endemà, el Batalló rebé l'ordre d'avançar i es topà amb una posició elevada que anomenaren Cerro Mosquito pel característic xiulet de les bales i que havia d'esdevenir una posició mítica per la duresa dels combats que s'hi havien de produir. Així que havien deixat Villanueva de la Cañada, els brigadistes havien estat atacats per avions Junkers de la Legió Cóndor i l'artilleria feixista. Les dues hores de foc devastador provocaren enormes pèrdues i evitaren que el Batalló arribés al Cerro Mosquito abans que els feixistes rebessin reforços i asseguressin la seva defensa. En els intents d'aconseguir la posició pels britànics es produïren gran quantitat de baixes per ambdós costats. Allà morí, a les 10 de la nit d'aquest mateix dia, l'oficial negre Oliver Law. El dia 16, un casc de projectil d'aviació ferí per l'esquena el comandant del batalló George Nathan, que mor poc després i és enterrat a la vora del Guadarrama. Només 42 membres del Batalló quedaren aptes pel servei i la unitat fou deixada en reserva.

### Aragó, 1937
A mitjans d'agost, la 35a Divisió Republicana, que incloïa la XV Brigada Internacional, es traslladà a l'Aragó. L'objectiu de la campanya d'Aragó era deturar l'ofensiva franquista sobre Santander i recuperar l'estratègica ciutat de Saragossa. El 25 d'agost, el Batalló prengué part en la lluita carrer a carrer per a controlar l'estratègic poble de Quinto. El 25 d'agost, atacava la posició feixista del Cerro Purburel, però era rebutjat sota un intens foc de metralladores. L'endemà, un altre assalt al turó, amb el suport de l'artilleria antitancs de la XV Brigada, reeixí. Els durs combats havien reduït el Batalló a només 100 homes i un contingent de tropes espanyoles es van destinar a reforçar el Batalló.

### Terol, 1938
L'hivern del 1937-1938, el Batalló va participar en la batalla de Terol.

### Ebre, 1938
L'estiu del 1938, participà en l'ofensiva i la sagnant guerra de desgast de l'Ebre.

### Desmantellament del Batalló
El 21 de setembre del 1938, Juan Negrín anuncià a la Societat de Nacions que el govern de la República acceptava el repatriament de les Brigades Internacionals. El Batalló Britànic fou mantingut en la reserva fins a finals de setembre i el 17 d'octubre els seus supervivents prengueren part en la desfilada de comiat de les Brigades Internacionals a Barcelona, en mig d'una greu emoció continguda i coberts de glòria. El President de la República Azaña i el Cap del Govern Negrín s'afegiren a la multitud que dispensà una de les més grans celebracions de la República.
Un cop desmantellat el Batalló, 305 voluntaris britànics abandonà Espanya. Van arribar a Victoria Station de Londres el 7 de desembre, on foren rebuts per una gentada entre els quals es trobava Clement Attlee, Stafford Cripps, Willie Gallacher i Will Lawther.
El nombre de morts de la unitat durant la seva estada a Espanya va ser aproximadament de quatre-cents noranta, així com uns mil dos-cents ferits greus sobre un total de dos mil voluntaris.

## L'International Brigade Memorial Trust
L'International Brigade Memorial Trust és una associació integrada per veterans i historiadors per a preservar i catalogar la història del Batalló Britànic.

### Registre d'Honor
L'associació ha recopilat la llista dels brigadistes del Batalló Britànic morts en la Guerra d'Espanya: Roll of Honour Arxivat 2012-02-07 a Wayback Machine.. La llista s'ha elaborat a partir dels documents recollits de l'Arxiu de les Brigades Internacionals a la Biblioteca Memorial Marx de Londres, així com de l'Arxiu de les Brigades Internacionals al Centre Rus per a la Preservació i l'Estudi de Documents de la Història recent, a Moscou.

### Membres destacats del Batalló Britànic
- Bill Alexander - químic industrial, comandant del Batalló Britànic des del 1938, després fou Secretari Assistent General del Partit Comunista de la Gran Bretanya.
- Christopher Caudwell - periodista i poeta, mort a la batalla del Jarama.
- Fred Copeman - antic mariner, organitzador del Invergordon Mutiny, comandant del Batalló el 1937.
- John Cornford - poeta, besnet del naturalista Charles Darwin, mort a la batalla de Lopera.
- Jason Gurney - escultor, també formà part del Batalló Abraham Lincoln.
- Len Crome - metge neuròleg, guanyador de la Military Cross durant la Segona Guerra Mundial.
- Jack Jones (dirigent de les Trade Union) - després Secretari General de la Transport & General Workers Union.
- Percy Ludwick - enginyer d'origen rus.
- Laurie Lee - poeta, novel·lista, autor de Cider with Rosie.
- Will Paynter - Secretari General del Sindicat de Miners anglès entre 1959 i 1968.
- Esmond Romilly - periodista, nebot de Winston Churchill.
- Reginald Saxton - metge d'origen sud-africà.
- Stephen Spender - poeta, assagista, professor de l'University College de Londres.
- Alfred Sherman - Filòsof conservador, traductor del Batalló rus; fet presoner el 1938.
- Tom Wintringham - periodista, autor, comandant del Batalló fins al 1937.